# Grey (duo)
Grey é uma dupla norte-americana de música eletrônica composta pelos irmãos Kyle e Michael Trewartha. Eles são mais conhecidos por seu single de estreia de 2016, "Starving", com a cantora norte-americana Hailee Steinfeld e produção de Zedd, e por "The Middle", um single de 2018 que contou com a participação de Zedd e Maren Morris, que foi indicado ao Grammy Awards de melhor canção de 2019. Eles produzem principalmente músicas do gênero future bass.